# 梅村仁
梅村 仁

## 歴史
2011年、大阪市立大学大学院創造都市研究科博士後期課程修了。博士（創造都市）。
2011年高知短期大学准教授（ 2012年教授）、2014年文教大学経営学部教授を経て、2017年大阪経済大学経済学部教授
日本計画行政学会関西支部長・常任理事・評議員。日本地方自治研究学会関西部会長・常任理事。
東京都港区中小企業振興審議会会長、寒川町まち・ひと・しごと創生総合戦略策定等外部委員会委員長、厚生労働省地域雇用活性化支援アドバイザーなど